# Tolowa

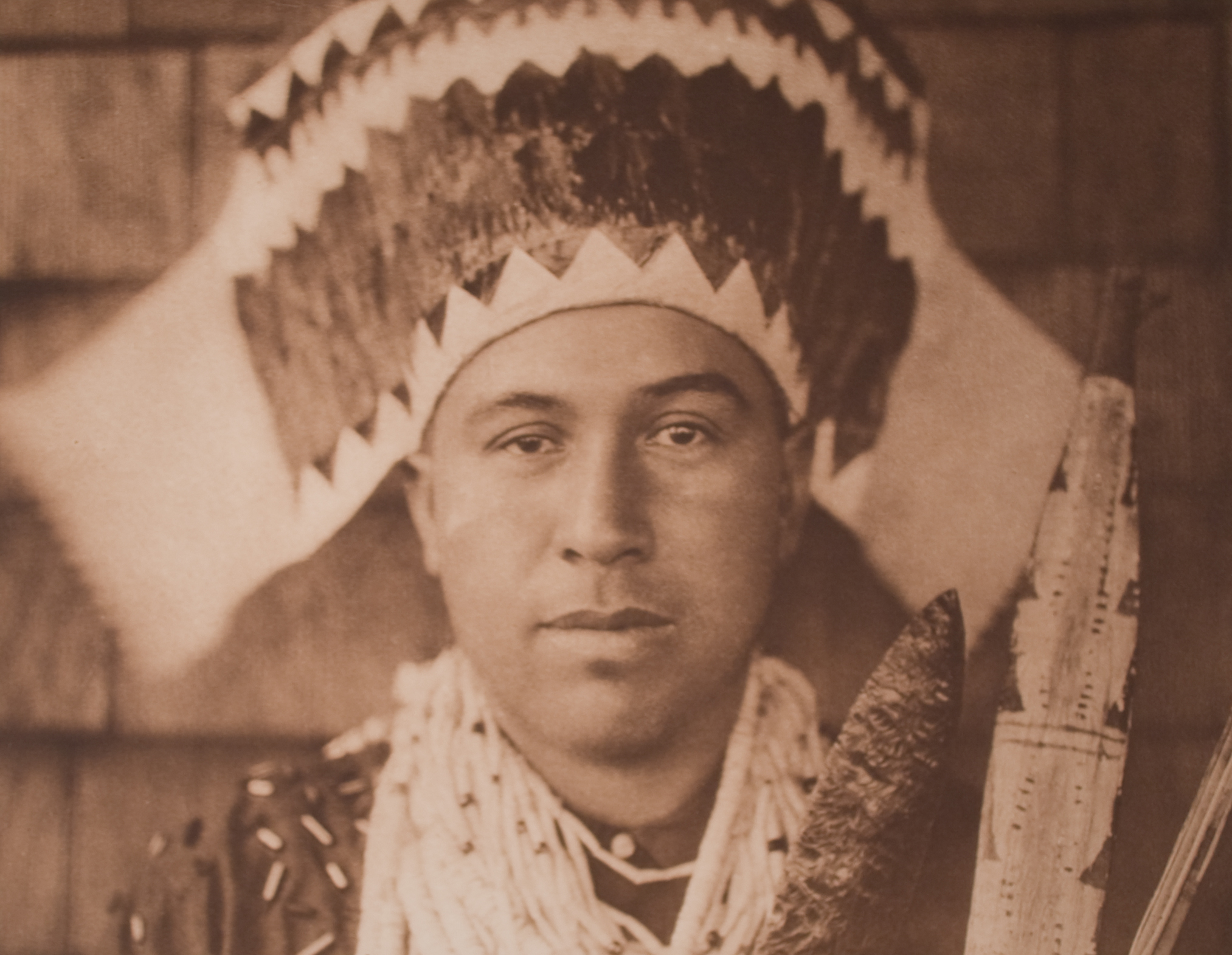
Nativo tolowa con sus conocidos Tocados de Baile Tolowa.

Los tolowa son una tribu na-dené del subgrupo oregoniano, también llamada talowa. Ocupaba los poblados de Echulit, Khoonkhwuttunne, y Khosatumie de la rama Khaamotene, Chesthltishtunne, Tatlatunne, Ataakut, Meetkeni, Stuntusunwhott, Targhinaatun, Thltsusmetunne, y Turghestlsatun. 

## Localización
Vivían al Norte de California, entre el río Klamath y Pt Saint George, en la costa, en la frontera entre California y Oregón. Actualmente viven en las rancherías Elk Valley y Smith River.

## Demografía
Nunca fueron muy numerosos, con un número aproximado de 450 en 1770. Sin embargo, en 1880 se habían reducido a 200, y a 150 en 1900. El censo de 1910 señalaba 121. En 1960 eran unos 150 en California, pero en 1910 sólo quedaban 3 o 4 parlantes de su lengua. 
Según datos del censo de 2000, había 649 puros, 91 mezclados con otras tribus, 195 mezclados con otras razas y 25 con otras razas y tribus. En total, 960 individuos.
Según datos de la BIA de 1995, en la ranchería Smith River vivían 493 individuos (770 en el rol tribal), y en Elk Valley viven 38 (77 en el rol tribal).

## Costumbres
Su cultura era similar a la de las tribus del Noroeste, pero con fuertes influencias californianas. Vivían repartidos entre unos 20 poblados que a menudo batallaban entre ellos, pero que se unían siempre para luchar contra los yurok y karok.
Eran importantes como intermediarios en el comercio de conchas gracias a sus contactos con los indios de Vancouver, ya que eran empleadas como moneda en la región.
También eran conocidos por sus canoas de madera de secoya, atadas con cuerdas hechas de una variedad de lirio. También hacían cestos de mimbre y sonajeros con pezuñas de ciervos para las ceremonias, como la Danza Anual del Salmón. 

## Historia
Fueron vistos por primera vez por el español Bodega en 1777, y en 1793 por George Vancouver. Posiblemente su número se redujo a causa de una epidemia de cólera.
Entraron en contacto con los blancos a mediados del siglo XIX, cuando los visitó Jedediah Smith en 1828, y a partir de 1850 fueron diezmados por las enfermedades, el alcohol y la aculturación. En 1861 fueron llevados a las reservas, dejando sus tierras de origen. En 1871 muchos siguieron el movimiento Ghostdance, pero en 1929 se apuntaron a la Indian Shaker Church.
Loren Bommelyn es el último parlante de su lengua.

## Enlaces
- Los tolowa de California Archivado el 11 de enero de 2006 en Wayback Machine.
- Información y fotografías
- Fotos de indios tolowa

- Datos: Q1789347